# الخربة (المكلا)

تعديل مصدري - تعديل

الخربة هي إحدى قرى عزلة المكلا بمديرية المكلا التابعة لمحافظة حضرموت، بلغ تعداد سكانها 244 نسمة حسب تعداد اليمن لعام 2004.